# 文汇报 (香港)
香港《文匯报》於1948年9月9日創刊，該報原是中國上海一份歷史悠久的報紙，經歷多番轉變后報社主體落户香港，目前隶属于香港大公文匯傳媒集團，為中央人民政府駐香港特別行政區聯絡辦公室之機關報之一。与集团另一报章《大公報》相比，其目标受众为香港基层市民，以本地社会民生新闻为主打，文化、娱乐、体育资讯及马经也占据一定比重。
《文匯報》的言論一向緊貼中國共產黨的政策，親中共的政治立場鮮明，是极少数允许进入中国大陆销售的香港报刊。其所刊发的信息被视为代表中共官方立场，在中國大陸改革開放前，外界往往憑其報導或言論揣測中華人民共和國政府某些政策動向。
根據香港中文大學傳播與民意調查中心在2016年的民調，《文匯報》的公信力評分為4.45，在收費報章中排名倒數第二，而排名倒數第一的是《大公報》。2019年11月的民調，《文匯報》倒數第二，公信力評分再創新低，只有3.43。

## 發展歷史
《文匯報》於1938年1月25日在上海市福州路436号創刊，由严寶禮等一批爱国人士集资创办。《文匯報》在抗日戰爭時期，立場鮮明的號召抗日及反對日本侵華。《文匯報》在抗日戰爭之後，立場鮮明地反對國共內戰及号召支持中國共產黨，令當時的中华民国国民政府十分不滿，迫使上海《文匯報》於1947年5月24日停刊。香港《文匯報》由徐铸成等人，把創辦民革機關報與文匯報復刊計劃結合起來，與當時在香港的亲共人士共同創辦。
1948年9月9日，《文匯報》在香港創刊。创刊之初一度成为中国国民党革命委员会的机关报。1957年后，香港文汇报由中共港澳工委接管，港澳工委常委吴荻舟被任命为首任社长，主持日常工作。香港《文匯報》在文化大革命期间，曾一度改爲橫排，並使用簡體字發行，但其後恢復使用繁體字。
最早在2006年3月中，《文汇报》在珠三角地区开始发行试验性质的“铁路通”版，不到半月后就开始试刊发行“商务精华版”。2006年6月28日正式创刊香港《文汇报》商务精华版。《文汇报》商务精华版售价是3元人民币，起初试刊是出纸7张，后正式试刊后改为出纸6张。
2016年，《文匯報》開設Facebook專頁，並成立網絡媒體點新聞，官方網站於2016年8月17日正式運作。不過點新聞因為屢次發佈假訊息，多次被Facebook關閉專頁。

## 市場定位
香港《文匯報》與中共中央宣傳部有密切关系，多年來，中華人民共和國官方媒體經常引用《文匯報》的報導；文章首段會以「 据香港《文汇报》报道」等聲明，《文匯報》以香港報紙自居，聲稱讀者定位主要是香港社會各界精英，由于該報擁有支持中共的悠久歷史背景，在報道國際兩岸事务時，往往站在中共立場，香港事務方面亦親親中建制派，以「反對派」來稱呼及批評泛民主派，其政治色彩濃厚等因素，使得該報在香港缺乏公信力，根據2009年針對香港市民對傳媒可信度的調查顯示，《文匯报》和《大公報》可信度分數排行最低。到了2010年，一項香港市民對傳媒公信力評分的調查顯示，《文匯报》可信度分數下降至5.46，然而可信度排行卻升至14。
在香港報章市場激烈競爭的情況下，一般認為《文匯報》在香港的銷售量頗低。
《文匯報》親中國大陸立場鮮明，在1997年香港主權移交北京當局後，《文匯報》亦傾向大多數支持香港特區政府及相關政策，較少提出一些對於香港特區政府的批評，和另外一份香港親中共報章的《大公報》相同。《文匯報》也會因為其與中央政府的特殊關係，被認為較其他香港媒體率先得到或獨家發佈中央政府與香港特區政府的一些政策資訊。
在2006年，台灣前總統陳水扁引發的「百萬人民倒扁運動」；而撰寫的「30萬人怒吼　阿扁下台」的報導中，大幅報導台灣民眾遊行及「倒扁」情況，而文中的「總統府」及「国旗」等詞彙均用上引號，以示不承認台灣政權。
《文匯報》常以「反對派」稱呼香港泛民主派，對其報道傾向負面，評論版中有不少不使用真實姓名的署名文章，抨擊香港民主派及批評反中共的人士。《文匯報》亦會報導每年香港的「六四」燭光晚會等新聞，類似這些被中共視為敏感的新聞，篇幅會較小，而文中如支聯會、民主女神像、六四等詞彙或組織名稱，《文匯報》會用上引號，或在前面加上「所謂」以示不認同。
《文匯報》、《大公報》、《香港商報》被持反共立場的《蘋果日報》等稱為「中共喉舌」等，與《文匯報》則反稱對方為「反對派喉舌」，兩者對中共立場迥異。
此外，與文匯報廠址相同的另有一份名為《香港仔》的免費日報。

## 重要報道

### 「六四」引發的集體辭退事件
1989年「六四事件」爆發前夕，国务院总理李鹏在5月20日下令解放軍進京執行戒嚴令，此舉當時在香港社會引起很大迴響。《文匯報》遂於翌日（5月21日）以「開天窗」形式發表社論，刊登了「痛心疾首！」四個大字；報社社長李子誦更公開在大會及電視上發言譴責鎮壓。有評論認為，《文匯報》的帶頭「造反」間接帶動中間立場報紙一致矛頭指向黨中央。「六四事件」後，中国共产党令社長李子誦、副總編輯程翔、駐北京特派員劉銳紹先後離開《文匯報》；總編輯金堯如後來移居美國，並退出黨中央，生前透過發表評論文章呼籲黨中央推行政治改革。

### 走近北京『告御狀』的人
2006年3月2日，《文匯報》以「走近北京『告御狀』的人」為題的專題報導，更獲得獎項，該文章報導有中國內地民眾受到地方政府權勢欺壓，而上訪到北京投訴，該文章結尾歸咎於社會有腐敗和不公。。

### AV女优假新聞事件
2010年6月5日文匯報网站報導鈴木杏里為了替日本侵略中國贖罪，願意免費和來自中國的留學生做愛，引起中國大陸、台灣、香港、韓國、日本網友議論紛紛。最後，鈴木杏里透過網路Twitter澄清此報導為捏造。文匯報於6月9日在網上刊登道歉啟事。

### 爆料揭露美國是「煽動罷課黑手」
2014年9月18日，《文匯報》以「爆料揭露美國是煽動罷課黑手」為題，繼續爆料公開公民黨英語組在本月初的會議紀錄，揭露美國駐港總領事館官員、美國情治人員等近40人，與香港學生代表開會商討罷課行動。其中，美國駐港總領事館官員、曾任職美國國防部、美國國家情報主任辦公室的Dan Garrett更在會上稱，「這次回美國向頂頭上司匯報目前香港所處境況及我在港推動的工作進展。華盛頓要求繼續在香港推動民間、社會力量爭取民主訴求運動，尤其是推動青少年在社運扮演先鋒角色。」Dan Garrett更在會上「保證」，「美國會保護學生領袖，包括赴外國留學、定居。」 

### 2019年區議會選舉報道
2019年11月24日，民主派在區議會選舉大獲全勝，建制派潰敗失 240 席。《文匯報》25日發表“輸打贏要”的偏頗社評，指控暴力運動衝擊建制派選情，威脅建制派候選人生命安全；社評批評「縱暴派」無所不用其極干擾選舉，呼籲受影響候選人向選委會、廉署投訴，並促請相關部門認真審視舉報，將涉嫌選舉違法者送上法庭審訊。又以〈泛暴陰招出盡 史上最濫最賤〉為頭條，指控「泛暴派」通過 8 招損害選舉公平，包括在票站重複排隊、來回拿去建制派候選人單張、狙擊李慧琼等候選人等。報道又指控有票站人員懶理建制派候選人投訴，因為他們都是「泛暴派」的支持者，與站外「排隊黨」裡應外合；及沒有在選民名單上劃去已投票市民姓名，讓「泛暴派」支持者「一人投兩票」。

### 被指發佈不實的天氣消息
2021年4月18日，《文匯報》在其網站發佈標題為「天文台指超強颱風『舒力基』周三逼港」的報導，報導中表示颱風將會進入香港800公里範圍，但會「過門不入」，民間氣象網站「香港天氣資訊中心 HKWIC」以《文匯報新聞錯誤百出》為題，指香港天文台從來沒有預測此颱風會逼近香港及進入香港800公里範圍，批評有關的報導完全不正確、錯誤兒戲，並表示該篇報導文章錯處多及語意不清。

## 發行網絡

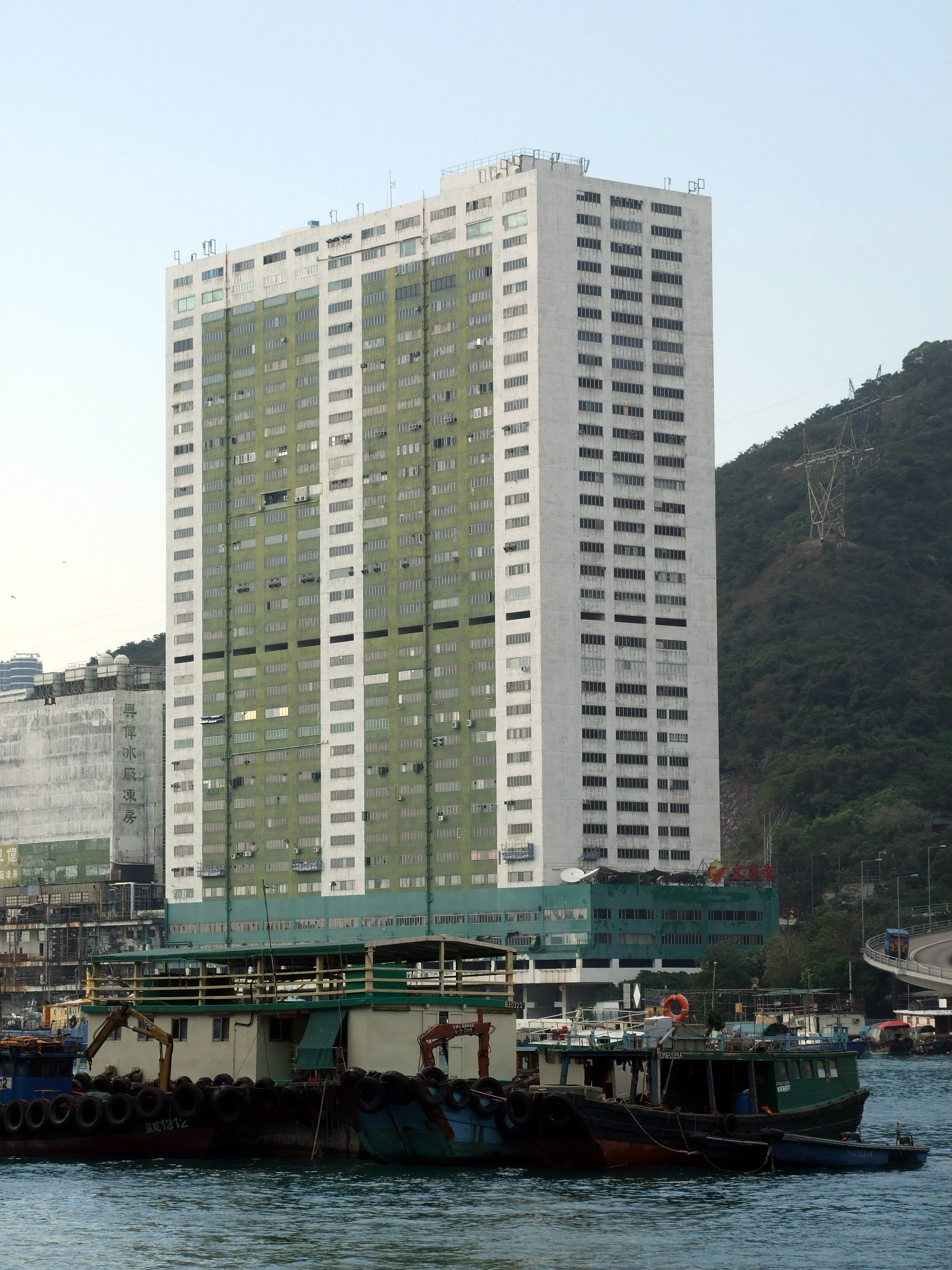
《文匯報》位於田灣興偉中心的2-4樓

香港《文匯報》主要版面有：重要新聞、香港新聞、中國新聞、國際新聞、財經新聞、娛樂、體育、教育、通識、副刊、馬經等。
《文匯報》除在香港本地發行外，亦是中國政府少數「解禁」的香港媒體網站，中国内地也可通过中国邮政发行网络订阅该报。香港《文匯報》還在東南亞各國、北美洲出版多個不同的海外版本〔美洲版、印尼「東南亞版」、加拿大版《今日中國·文匯報》、泰國「亞洲·文匯合作專版」、菲律賓版，歐洲航空版、馬來西亞「南洋商報·文匯專版」、北馬版、東馬版、緬甸版〕。並聲稱日發行量共計超過40萬份，讀者總人數高達150萬。但這並沒有得到獨立機構調查的確切數據。

## 外部連結
- 香港文匯報網站（页面存档备份，存于）
- 上海文匯報網站
- 香港文匯報揭页（页面存档备份，存于）